# Christina Becker
Christina Becker (Dortmund, 12 december 1977) is een wielrenner uit Duitsland.
In 1995 werd Becker tweede op de wereldkampioenschappen tijdrijden voor junioren.
In 2001 schreef zij de Ronde van Polen op haar naam.
Op de Duitse kampioenschappen baanwielrennen werd ze nationaal kampioene in 2002 en 2003 op het onderdeel achtervolging.